# Guáimaro
Guáimaro är en ort i Kuba.   Den ligger i provinsen Provincia de Camagüey, i den östra delen av landet, 600 km öster om huvudstaden Havanna. Guáimaro ligger 84 meter över havet och antalet invånare är 39 358.
Terrängen runt Guáimaro är platt, och sluttar söderut. Runt Guáimaro är det ganska glesbefolkat, med 24 invånare per kvadratkilometer. Närmaste större samhälle är Jobabo, 17,5 km söder om Guáimaro. Trakten runt Guáimaro består till största delen av jordbruksmark.